# Frost du Minnesota
Le Frost du Minnesota, auparavant l'équipe du Minnesota est une équipe professionnelle féminine de hockey sur glace basée à Saint Paul au Minnesota. Elle est l'une des six équipes originelles de la Ligue professionnelle de hockey féminin (LPHF).

## Histoire
Le 29 août 2023, il est annoncé que l'une des six premières équipes de la LPHF serait située à Saint Paul au Minnesota.
Deux jours plus tard, le 1er septembre, Natalie Darwitz, capitaine de l'équipe nationale américaine de 2007 à 2010, entraîneuse expérimentée au hockey féminin et membre du Temple de la renommée du hockey américain, devient la première directrice générale de l'équipe du Minnesota,.
Le 15 septembre 2023, l'équipe engage comme entraîneur-chef, Charlie Burggraf, Minnésotain de naissance, entraîneur-chef pendant quatre saisons de l'équipe féminine de l'Université Bethel et pendant huit saisons de l'équipe masculine de la même université,,. Cependant, Burggraf démissionne le 27 décembre suivant et il est immédiatement remplacé par Ken Klee, joueur de la LNH de 1995 à 2009 et entraîneur-chef de l'équipe nationale américaine en 2015-2016.
Les attaquantes Kendall Coyne Schofield et Kelly Pannek et la défenseuse Lee Stecklein sont les trois premières joueuses officielles de l'équipe du Minnesota. L'annonce, faite le 5 septembre 2023, indique la signature de contrats d'une durée de trois ans qui devraient ètre d'au moins 80 000 $ US (109 000 $ CA) par saison.
Le 18 septembre, lors du repêchage 2023 de la LPHF, l'équipe du Minnesota sélectionne 15 joueuses. Son premier choix, sélectionné au premier rang au total, est Taylor Heise, une attaquante américaine, joueuse par excellence du Championnat du monde en 2022.
Les couleurs, mauve, noir et blanc, ainsi que les maillots de l'équipe sont officiellement dévoilés le 14 novembre 2023. L'équipe porte le maillot mauve lors de ses matchs à domicile et le blanc lors de ses matchs à l'extérieur,.
Après plus de deux mois de spéculations, la LPHF annonce finalement le 28 novembre 2023 que les matchs de l'équipe du Minnesota se tiendront au Xcel Energy Center pour leur première saison.
Le 3 janvier 2024, au matin de leur premier match, la directrice générale Natalie Darwitz annonce que Kendall Coyne Schofield est nommée à titre de première capitaine de l'équipe. Kelly Pannek et Lee Stecklein sont nommées capitaines adjointes. En soirée, le premier match de l'équipe est joué à l'étranger au Centre Tsongas contre l'équipe de Boston qui s'incline 3 à 2. Taylor Heise marque le premier but de la partie pour Minnesota qui devient aussi le premier but de l'histoire de la franchise.
L'équipe du Minnesota gagne également son deuxième match, le premier match à domicile, le 6 janvier 2024 en blanchissant l'équipe de Montréal 3 à 0 grâce à un tour du chapeau de l'attaquante Grace Zumwinkle, le premier tour du chapeau de l'histoire de l'équipe et de la LPHF. La partie se déroule devant une foule de 13 316 spectateurs, battant le record d'assistance pour le hockey féminin professionnel établi quatre jours plus tôt lors d'un match de la LPHF entre l'équipe de Montréal et l'équipe d'Ottawa,.

### Première transaction de la LPHF
Les équipes du Minnesota et de Boston sont les premières à effectuer un échange de joueuses dans la Ligue professionnelle de hockey féminin le 11 février 2024. Minnesota obtient les services de la défenseuse Sophie Jaques en échange de l'attaquante Susanna Tapani et de la défenseuse Abby Cook cédées à Boston.

### Nom de l'équipe
Le 9 septembre 2024, l'équipe, connue jusque là sous le nom d'équipe du Minnesota (PWHL Minnesota en anglais), prend le nom officiel de Frost du Minnesota (Minnesota Frost en anglais).

## Équipe

### Alignement actuel
| No    | Nom                         | Nat. | Position         | Arrivée                        |
| ----- | --------------------------- | ---- | ---------------- | ------------------------------ |
| +024, | Abigail Boreen              |      | Attaquante       | 2023 - Somerset, Wisconsin     |
| +010, | Sydney Brodt                |      | Attaquante       | 2023 - North Oaks, Minnesota   |
| +017, | Brooke Bryant               |      | Attaquante       | 2023 - Linden, Californie      |
| +022, | Natalie Buchbinder          |      | Défenseuse       | 2023 - Fairport, New York      |
| +007, | Claire Butorac              |      | Attaquante       | 2023 - Andover, Minnesota      |
| +086, | Michela Cava                |      | Attaquante       | 2023 - Thunder Bay, Ontario    |
| +023, | Mellissa Channell           |      | Défenseuse       | 2023 - Oakville, Ontario       |
| +026, | Kendall Coyne Schofield – C |      | Attaquante       | 2023 - Palos Heights, Illinois |
| +014, | Clair DeGeorge              |      | Attaquante       | 2023 - Anchorage, Alaska       |
| +019, | Maggie Flaherty             |      | Défenseuse       | 2023 - Lakeville, Minnesota    |
| +018, | Brittyn Fleming             |      | Attaquante       | 2023 - Oregon, Wisconsin       |
| +025, | Emma Greco                  |      | Défenseuse       | 2023 - Burlington, Ontario     |
| +027, | Taylor Heise                |      | Attaquante       | 2023 - Lake City, Minnesota    |
| +029, | Nicole Hensley              |      | Gardienne de but | 2023 - Littleton, Colorado     |
| +016, | Sophie Jaques               |      | Défenseuse       | 2024 - Équipe de Boston        |
| +036, | Dominique Kremer            |      | Attaquante       | 2023 - Fargo, North Dakota     |
| +041, | Denisa Krizova              |      | Attaquante       | 2023 - Horni Cerekev, Tchéquie |
| +011, | Sophia Kunin                |      | Attaquante       | 2023 - Wayzata, Minnesota      |
| +012, | Kelly Pannek – A            |      | Attaquante       | 2023 - Plymouth, Minnesota     |
| +035, | Maddie Rooney               |      | Gardienne de but | 2023 - Andover, Minnesota      |
| +021, | Liz Schepers                |      | Attaquante       | 2023 - Mound, Minnesota        |
| +002, | Lee Stecklein – A           |      | Défenseuse       | 2023 - Roseville, Minnesota    |
| +013, | Grace Zumwinkle             |      | Attaquante       | 2023 - Excelsior, Minnesota    |

### Joueuse blessée
| No    | Nom             | Nat. | Position         | Arrivée                  |
| ----- | --------------- | ---- | ---------------- | ------------------------ |
| +028, | Amanda Leveille |      | Gardienne de but | 2023 - Kingston, Ontario |

### Réservistes
| No    | Nom               | Nat. | Position         | Arrivée                       |
| ----- | ----------------- | ---- | ---------------- | ----------------------------- |
| +033, | Lauren Bench      |      | Gardienne de but | 2023 - Eagan, Minnesota       |
| +005, | Nikki Nightengale |      | Défenseuse       | 2023 - Bloomington, Minnesota |